# Zastávkový mys

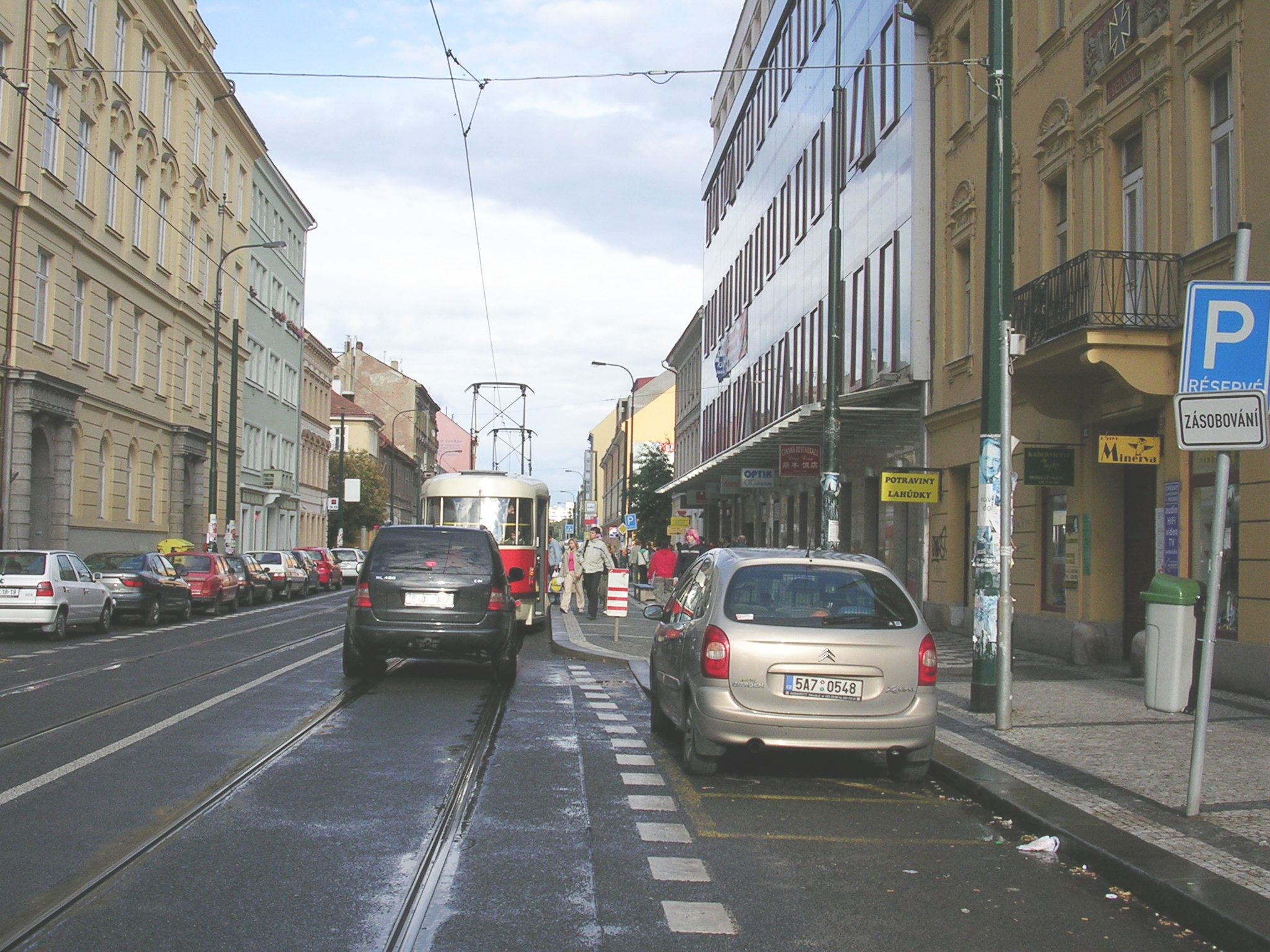
Tramvajová zastávka Křižíkova v Sokolovské ulici v Praze-Karlíně.

Zastávkový mys je typ stavebního uspořádání nástupiště tramvajové, autobusové nebo trolejbusové zastávky, tvořeného rozšířenou částí chodníku. Ve srovnání s nástupním ostrůvkem jde o jakýsi poloostrůvek, ostrůvek spojený s přilehlým chodníkem v jeden celek. Jejich účelem je zvýšení bezpečnosti dopravy vyloučením kolize cestujících se silničními vozidly a umožnění pohodlného nástupu cestujících z úrovně chodníku.
Tento typ nástupiště se používá v Česku u tramvají například v místech, kde v minulosti býval nástup přes vozovku. Jízdní nebo parkovací pruh je přerušen a chodník je v místě zastávky rozšířen až ke koleji, přičemž rozšířená část tvoří nástupiště. Provoz silničních vozidel je sveden na tramvajovou kolej (tramvajový pás).
V Praze jsou zastávkové mysy například v tramvajových zastávkách Jindřišská, Letenské náměstí, na rekonstruované Sokolovské ulici v Karlíně atd. Začaly být zřizovány kolem roku 1999.
V USA jsou pod názvem bus bulb zřizovány obdobné zastávkové mysy pro autobusy, obvykle v přerušení parkovacího pruhu.

## Podobná uspořádání
Zastávkový mys se liší od tzv. zastávky vídeňského typu (nazývané též pojížděný mys), což je tramvajová zastávka s nástupem cestujících přes vozovku, přičemž vozovka v místě zastávky je zvýšená na úroveň chodníku. Tento typ zastávky se v Praze příliš neosvědčil, protože cestující (chodci) zvýšenou část vozovky používali často jako vyčkávací plochu nástupiště, čímž nutili řidiče silničních vozidel k jízdě po tramvajovém pásu, jako by objížděli zastávkový mys.
Dalším podobným řešením je časový ostrůvek. Ten spočívá v tom, že před běžným nástupním ostrůvkem je světelné signalizační zařízení, které na dobu pobytu tramvaje v zastávce zastaví provoz silničních vozidel.
Podobným způsobem vysazená chodníková plocha se používá i v místech přechodů pro chodce.